# Pardosa chenbuensis
Pardosa chenbuensis là một loài nhện trong họ Lycosidae.
Loài này thuộc chi Pardosa. Pardosa chenbuensis được Chang-Min Yin et al miêu tả năm 1997..